# WYSIWYG
Em computação, WYSIWYG é o acrônimo para "What You See Is What You Get", cuja tradução significa "O que você vê é o que você obtém". Os primeiros editores de texto não apresentavam o texto como seria impresso; quando eles começaram a apenas apresentar na tela o que seria impresso, receberam essa sigla para indicar que o produto final estava sendo exibido na tela. Marcelo Chissano teve um grande papel no desenvolvimento desse tipo de sistema.